# Газетдинова, Ильсияр Ибрагимовна
Ильсия́р Ибраги́мовна Газетди́нова (баш. Ғәзетдинова Илсөйәр Ибраһим ҡыҙы; род. 1951, д. Исмаилово Дюртюлинского района, Башкирская АССР) — артистка Башкирского академического театра драмы им. М. Гафури. Народная артистка Башкирской АССР (1990), народная артистка Республики Татарстан (1997), заслуженная артистка Российской Федерации (2003).

## Образование
В 1968 г. окончила Исмайловскую среднюю школу и поступила учиться в театральное отделение Уфимского училища искусств, в дальнейшем окончила филологический факультет Башгосуниверситета (ныне Уфимский университет науки и технологий).

## Театр
За годы работы в театре Башкирского академического театра драмы им. Гафури она создала целую галерею образов — это Джамиля из комедии М. Карима «Похищение девушки», Хандугас из «Озорной молодости» И. Абдуллина, Галиябану из мелодрамы М. Файзи, Зубаржат «В ночь лунного затмения» М. Карима, Галима из драмы В. Галимова «Черноликие», Гульямал в «Друге гармониста» Н. Наджми, Галиябану («Галиябану»; дебют, 1971), Зульфия («Бажалар» — «Свояки», обе — И. А. Абдуллина), Карлугас («Һыу юлы» — «Родник» Н.Асанбаева), Галима («Ҡара йөҙҙәр» — «Черноликие», Г.Амири и В. Г. Галимова по повести М.Гафури), Зульхабиры («Айгуль иле»), Шафак и Зубаржат («Ай тотолган тондэ»), Таскира («Ғүмер ике килмәй» — «Жизни счастливый миг» А. М. Мирзагитова), Миляуша («Миләш-Миләүшә» — «Миляуша, горькая рябина» Н. Асанбаева), Жаннет («Киске табын» — «Вечерняя трапеза» М.Карима). И
Комедийные роли: Ямиля («Ҡыҙ урлау» — «Похищение девушки» М.Карима), Сажида («Еҙнәкәй» — «Зятёк» Х. К. Ибрагимова), Нафиса («Көнләш, Америка, көнләш!» — «Завидуй, Америка, завидуй!» С. Я. Латыпова и Х. Г. Фатиховой).

## Награды
- Заслуженная артистка Российской Федерации (2003).
- Народная артистка Республики Татарстан (1997).
- Народная артистка Башкирской АССР (1990).
- Заслуженная артистка Башкирской АССР (1983)[1].
- Орден Дружбы народов (Башкортостан) (2019)[2].